# Кубань (Покровский район)
Кубань — деревня в Покровском районе Орловской области России.
Входит в состав Столбецкого сельского поселения.

## География
Расположена южнее деревни Бобровка, рядом с автомобильной дорогой, выходящей на автостраду Р-119.
В деревне имеются две улицы: Садовая и Сельская.

## Население
| 2002 | 2010 |
| ---- | ---- |
| 105  | ↘63  |